# Rhynchospora radicans
Rhynchospora radicans là loài thực vật có hoa trong họ Cói. Loài này được (Schltdl. & Cham.) H.Pfeiff. miêu tả khoa học đầu tiên năm 1935.